# Linfonodi addominali
I linfonodi addominali costituiscono un raggruppamento di tessuto linfoide secondario che drena oltre il 50% della linfa prodotta dal corpo umano.
Si è soliti operare una classificazione in base ai territori drenati e alla topografia dei linfonodi. 
Si distinguono, cioè:
- Linfonodi parietali, che drenano le regioni inferiori sinistra e destra della parete addominale;
- Linfonodi viscerali, che drenano la linfa proveniente dai visceri addominali.

La classificazione ufficiale della IFAA viene qui di seguito riassunta:
| Raggruppamento primario | Raggruppamento secondario |
| ----------------------- | --- |
| Linfonodi parietali     | 1. Linfonodi lombari di sinistra: - aortici laterali; - pre-aortici; - post-aortici; 2. Linfonodi lombari intermedi; 3. Linfonodi lombari di destra - cavali laterali; - pre-cavali; - post-cavali; 4. Linfonodi diaframmatici inferiori; 5. Linfonodi epigastrici inferiori. |
| Linfonodi viscerali     | 1. Celiaci - Gastrici di sinistra/destra; - Linfonodi attorno al cardia; - Gastro-omentali di destra/sinistra; - Pilorici - soprapilorici; - subpilorici; - retropilorici; - Pancreatici - superiori; - inferiori; - Splenici - Pancreaticoduodenali - superiori; - inferiori; - Epatici - Cistico; - del margine anteriore del forame omentale; 2. Linfonodi mesenterico superiore - juxta-intestinali; - superiori centrali; - ileocolici; - pre-cecali; - retro-cecali; - appendicolari; 3. Mesocolici - Paracolici; - colici destra/sinistra/intermedia; 4. Linfonodi mesenterici inferiori - Sigmoidei; - Rettali superiori. |

## Linfonodi parietali/Lomboaortici
In numero di 20-30, sono definiti in base ai rapporti contratti con l'aorta addominale o la vena cava inferiore. 

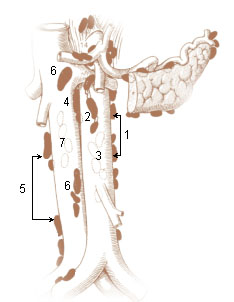
Linfonodi addominali parietali. 1. Linfonodi paraortici; 2. Linfonodi postaortici; 3. Linfondi retroaortici; 4. Linfonodi lombari intermedi; 5. Linfonodi cavali laterali; 6. Linfonodi precavali; 7. Linfonodi postcavali

Sono idealizzati come due catene verticali, qui di seguito schematizzate:

### Linfonodi lombari di sinistra
|                             | Rapporti | Afferenze | Efferenze                                                                             |
| --------------------------- | --- | --- | ------------------------------------------------------------------------------------- |
| Aortici laterali/Paraortici | Lateralmente e a sinistra rispetto all'aorta addominale; Anteriormente alle inserzioni vertebrali del m.psoas e al pilastro sinistro del diaframma. | - Efferenze dei linfonodi iliaci comuni; - vasi linfatici dei muscoli della parete antero-addominale - (uomo) linfatici spermatici dei vasi testicolari - (donna) vasi utero-ovarici - linfatici renali e surrenali | Convergono nel dotto toracico, confluendo nella cisterna del chilo o poco più a valle |
| Preaortici/Sopraortici      | Anteriormente all'aorta, sopra e sotto all'origine dell'arteria mesenterica inferiore.                                                              | - Tubo digerente - Fegato - Pancreas - Milza | Convergono nel dotto toracico, confluendo nella cisterna del chilo o poco più a valle |
| Post-aortici/Retroaortici   | Posteriormente all'aorta (davanti alla 4-5 vertebra lombare).                                                                                       | - Linfatici provenienti dai linfonodi aortici laterali e pre-aortici | Convergono nel dotto toracico, confluendo nella cisterna del chilo o poco più a valle |

### Linfonodi lombari di destra
|                            | Rapporti |
| -------------------------- | --- |
| Cavali laterali/Paracavali | Nel solco che separa l'aorta dalla vena cava inferiore, anteriormente e a destra di quest'ultima |
| Pre-cavali                 | Parete anteriore della vena cava inferiore; 2 di questi hanno posizioni costanti: - confluenza, nella vena cava inferiore, della vena renale di destra; - biforcazione dell'aorta Hanno un rapporto intimo con i controlaterali aortici |
| Post-cavali/Retrocavali    | Anteriormente al muscolo psoas e al pilastro destro del diaframma |

Epigastrici inferiori, disseminati lungo decorso arterie epigastriche profonde;drenano le pareti inferiori della parete addominale.
Diaframmatici inferiori disseminati lungo i vasi che irrorano il diaframma inferiormente.

## Linfonodi lombari viscerali
Distinguiamo le seguenti catene linfonodali:

### Linfonodi celiaci
I linfonodi celiaci sono distribuiti attorno ai distretti di irrorazione del tronco celiaco. Drenano la linfa del tubo digerente sito nel distretto addominale (dall'esofago addominale fino al retto), pancreas, fegato, cistifellea, appendice.
I linfonodi celiaci possono essere così schematizzati:
|                                                   | Rapporti | Gruppi |
| ------------------------------------------------- | --- | --- |
| Gastrici di sinistra (catena coronaria stomacica) | Lungo la piccola curvatura dello stomaco e attorno al cardias; seguono il decorso dell'arteria gastrica sinistra (che forma la falce dell'arteria gastrica sinistra, nel legamento gastropancreatico).                                     | - 1-4 linfonodi applicati nel legamento gastropancreatico (ove scorre l'arteria gastrica sinistra); - 4-5 linfonodi (linfonodi gastrici superiori) nei pressi del cardia; - linfonodi della piccola curvatura propriamente detti: nei pressi della piccola curvatura dello stomaco, lungo la porzione discendente dell'arteria gastrica sinistra. |
| Linfonodi attorno al cardia                       | Attorno al cardias. | - Precardiali: attorno alla parete anteriore dello stomaco - Retrocardiali: attorno alla parete posteriore dello stomaco |
| Gastrici di destra                                | Lungo il decorso dell'arteria gastrica destra. | |
| Gastro-omentali (catena gastro-epiploica)         | Seguono il decorso delle arterie gastroepiploiche, nelle compagini del legamento gastrocolico; sono cioè localizzate nel grande omento, lungo parte pilorica grande curvatura stomaco in associazione con arterie gastroepiploiche dx e sx | |
| Pilorici                                          | Seguono il decorso delle arterie gastroepiploiche, nelle compagini del legamento gastrocolico | Soprapilorici: superiormente a duodeno, lungo arteria gastrica destra Subpilorici: inferiormente al piloro; Retropilorici: posteriormente al piloro |

#### Linfonodi epatici
Da 3 a 6, sono situati nel peduncolo vascoloso del piccolo omento, tra l'arteria epatica e il coledoco; Tra questi i più costanti e comuni sono il linfonodo cistico (a ridosso del collo della colecisti, tra la giunzione del dotto cistico e del dotto epatico comune) e foraminalis (nella porzione superiore del dotto epatico comune, difatti è anche denominato linfonodo del margine anteriore del forame di Winslow). Drenano lo stomaco, la milza, il fegato, il duodeno e il pancreas.

#### Linfonodi pancreaticolienali
Da 8 a 10, sparsi nel margine superiore pancreas; seguono il decorso dei vasi lienali.

#### Pancreatici
Sono localizzati lungo le arterie pancreatiche; scaricano la linfa nei linfonodi pancreaticolienali. Si distinguono:
- pancreatici superiori -> contraggono rapporti con l'arteria pancreatica superiore;

- pancreatici inferiori -> contraggono rapporti con l'arteroa pancreatica inferiore.

#### Splenici
Rappresentano un aggregato linfoide che circonda arterie lienali penetranti la capsula e grandi trabecole della milza. Non si confondano i linfonodi splenici con i noduli splenici. 

#### Pancreaticoduodenali
Sono così suddivisi:
- pancreaticoduodenali superiori, contraggono rapporti con l'arteria pancreaticoduodenale superiore;

- pancreaticoduodenali inferiori, contraggono rapporti con l'arteria pancreaticoduodenale inferiore;